# Angry Penguins

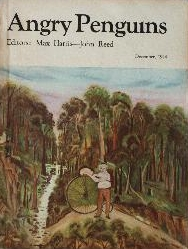
Titelblatt der Ausgabe vom Dezember 1944 von Angry Penguins mit einer Reproduktion eines Gemäldes von Alfred Tipper (1867–1944)

Die Zeitschrift Angry Penguins war eine bedeutende australische literarische und künstlerische Publikation, die in den 1940er Jahren eine zentrale Rolle in der Förderung der modernen Kunst und Literatur in Australien spielte. Gegründet wurde sie von Max Harris, einem jungen australischen Schriftsteller und Intellektuellen, der stark von den europäischen literarischen und künstlerischen Strömungen der Moderne beeinflusst war.

## Hintergrund und Entstehung
Die Zeitschrift wurde 1940 von Max Harris in Adelaide gegründet, ursprünglich als ein literarisches Magazin, das neue und experimentelle Literatur veröffentlichen wollte. Harris war inspiriert von der modernen Poesie und Kunst, die sich in Europa und Nordamerika entwickelte, und wollte mit Angry Penguins die australische Kunstszene revolutionieren. 
Die erste Ausgabe von Angry Penguins, die von Harris’ Mutter finanziert wurde, war eine literarische Anthologie modernistischer Schriften. Der Name war ein Vorschlag von Charles Jury, dem Mäzen der Zeitschrift. Er stammt aus Max Harris’ Gedicht Mithridatum of Despair:
We know no mithridatum of despair

as drunks, the angry penguins of the night,

straddling the cobbles of the square

tying a shoelace by fogged lamplight.
Wir kennen kein Mithridatum der Verzweiflung

als Betrunkene, die wütenden Pinguine der Nacht,

die auf dem Kopfsteinpflaster des Platzes spreizen

einen Schnürsenkel im nebligen Lampenlicht binden.
Charles Jury war der Meinung, dass die Beschreibung der „wütenden Pinguine“ den jungen Dichtern in ihrer revolutionären literarischen Suche entsprach. Berühmt ist seine Bemerkung, der Ort strahle a sense of genius about the place (einen Hauch von Genie) aus. Zu den Gründern der Angry Penguins gehörten auch der Wissenschaftler Paul G. Pfeiffer und der Dichter Geoffrey Dutton.

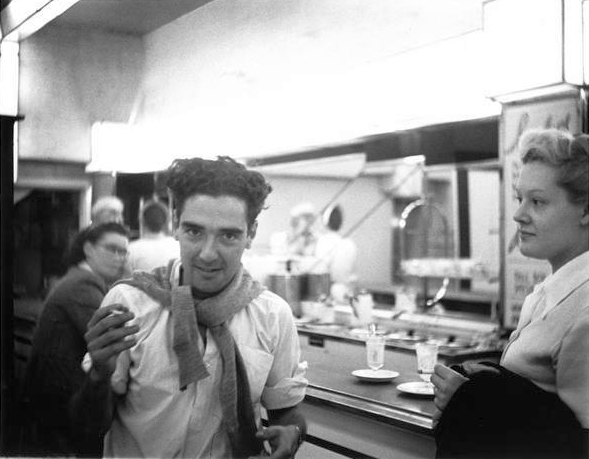
Max Harris und Joy Hester in der Tarax Bar, Flinders Street Station, Melbourne, Australien, um 1943

Max Harris’ Leidenschaften beschränkten sich jedoch nicht auf das geschriebene Wort. Er war ein glühender Verfechter des Surrealismus und maßgeblich an der Gründung der South Australian Contemporary Arts Society beteiligt. Nach der ersten Ausgabe der Angry Penguins reiste der Anwalt John Reed aus Melbourne nach Adelaide, um den jungen Intellektuellen aufzuspüren, der so viel Aufsehen erregt hatte. Bald gab Reed seine Anwaltstätigkeit auf und übernahm die Leitung der Victoria Contemporary Art Society. Durch Reed lernte Max Harris auch den Künstler Sidney Nolan kennen. Die zweite Ausgabe von Angry Penguins enthielt Reproduktionen eines surrealistischen Gemäldes von James Gleeson und eines an Paul Klee erinnernden Werks von Sidney Nolan sowie poetische, philosophische und ideologische Texte. Zu den Autoren gehörten der Künstler und Kritiker Ivor Francis und der Jazzmusiker, Künstler und Dichter Dave Dallwitz. Angry Penguins drückte damit den ästhetischen und literarischen Impetus der Zeit aus – und, in gewisser Weise kontrovers, den angestrebten Wandel.

## Inhalte und Einfluss
Die Zeitschrift umfasste eine breite Palette an künstlerischen und literarischen Formen. Sie war bekannt für ihre Veröffentlichung moderner Gedichte, Essays und Kurzgeschichten sowie für ihre Unterstützung experimenteller Malerei. Autoren und Künstler, die in der Zeitschrift veröffentlichten, waren oft von europäischen avantgardistischen Bewegungen wie dem Surrealismus, dem Expressionismus und dem Modernismus beeinflusst.
Ein bedeutender Teil der Zeitschrift war die Verbindung zum Heide Circle, einer Gruppe von Künstlern und Kunstmäzenen um John und Sunday Reed, die auf ihrer Heide-Farm (ab 1981 das Heide Museum of Modern Art) außerhalb von Melbourne lebten. Diese Gruppe umfasste einige der wichtigsten modernen Künstler Australiens, darunter Sidney Nolan, Albert Tucker, Joy Hester und Arthur Boyd. Die Zeitschrift Angry Penguins war ein Sprachrohr für die kreativen Bestrebungen dieser Künstler.
Die Zeitschrift trug maßgeblich zur Entstehung der modernen Kunst in Australien bei und förderte junge Künstler und Schriftsteller, die die etablierten künstlerischen und literarischen Normen herausforderten. Dabei positionierte sie sich in Opposition zum konservativen Mainstream, der sowohl in der Literatur als auch in der bildenden Kunst Australiens dominierte.

## Der Ern-Malley-Skandal

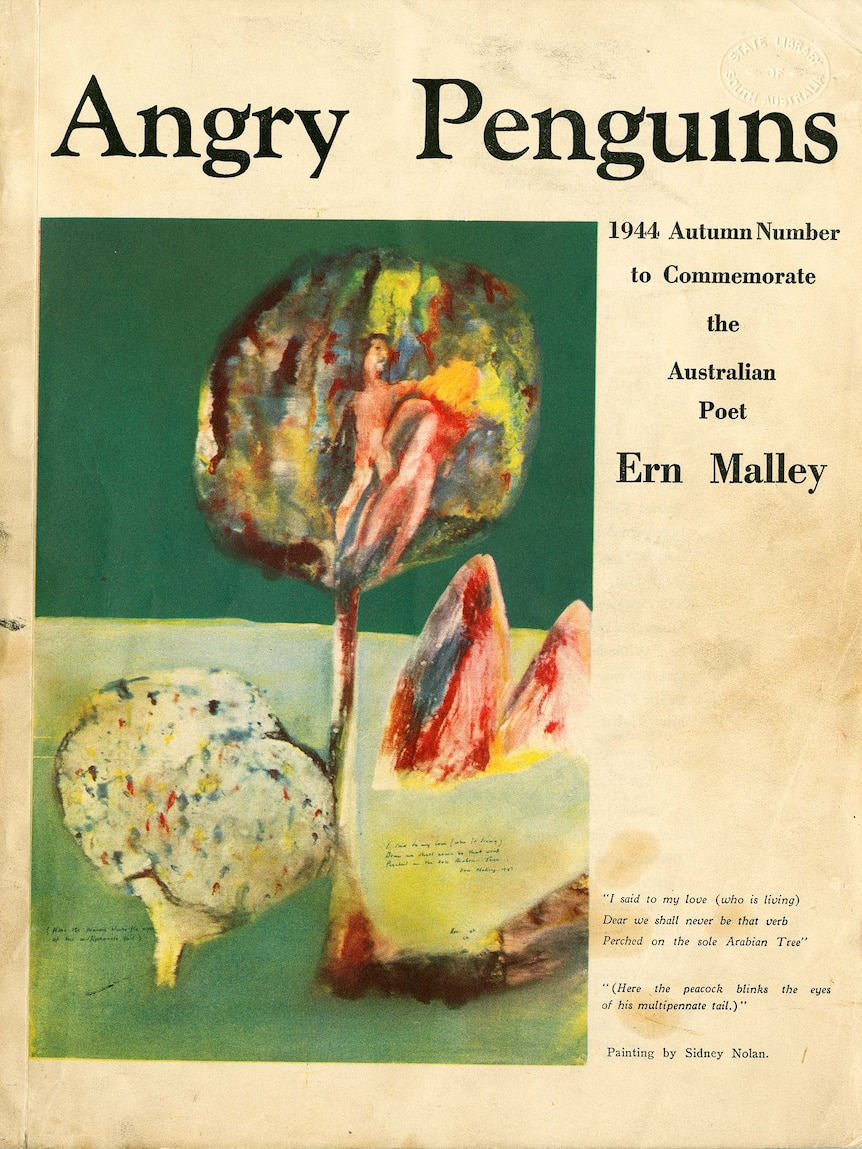
Berühmt-berüchtigte Angry-Penguins-Ausgabe über „Ern Malley“. Auf dem Titelblatt ein Gemälde von Sidney Nolan, inspiriert von einem der Gedichte.

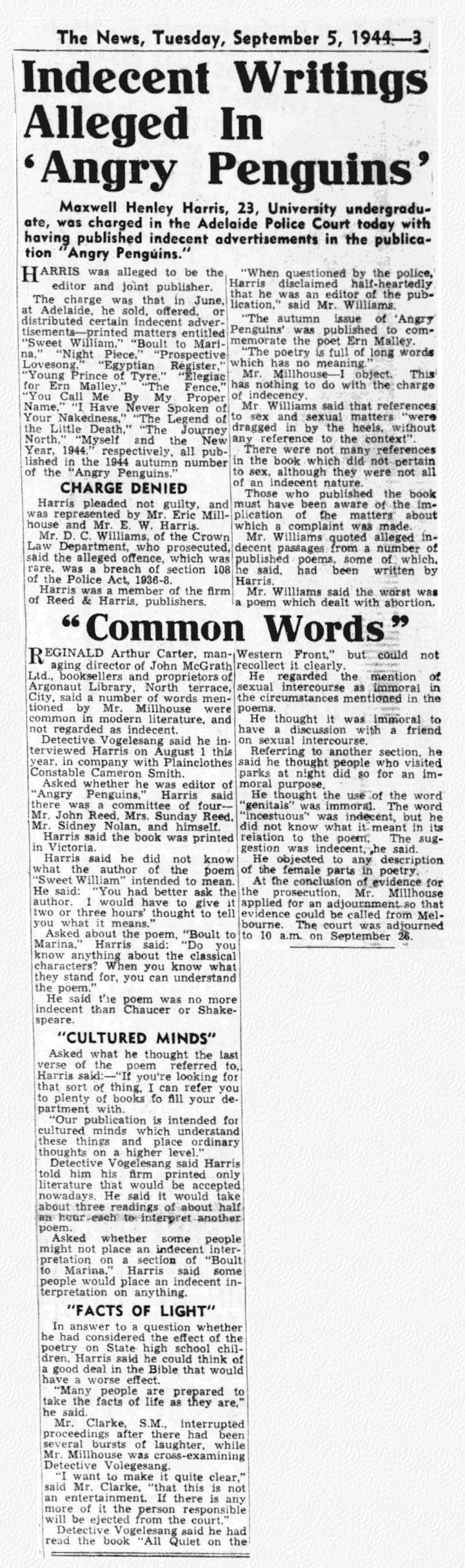
Ern-Malley-Skandal – Zeitungsbericht über den Strafprozess

Berühmt wurde die Zeitschrift Angry Penguins durch den Ern-Malley-Skandal von 1944, einen der bekanntesten literarischen Betrugsfälle in der australischen Literaturgeschichte. Zwei konservative australische Dichter, James McAuley und Harold Stewart, waren der Meinung, dass die moderne Poesie, die Harris und seine Mitstreiter förderten, bedeutungslos sei. Um dies zu beweisen, schufen sie gemeinsam das Pseudonym Ern Malley, unter dem sie eine Sammlung absurder und absichtlich sinnloser Gedichte verfassten. Sie schickten diese Gedichte an Max Harris, der sie in Angry Penguins als Meisterwerke der modernen Poesie veröffentlichte.
Als die wahre Identität von Ern Malley enthüllt wurde, gerieten Max Harris und die Zeitschrift in Verruf. Harris war zunächst bereit, den Betrug zu tolerieren. Er glaubte leidenschaftlich an den literarischen Wert der Gedichte und war stets bereit, sie gegen konservative Kritik zu verteidigen. Plötzlich wurde er aufgefordert, die Gedichte vor Gericht zu verteidigen – er wurde beschuldigt, obszönes Material veröffentlicht zu haben.
Der Gerichtssaal war bis auf den letzten Platz besetzt, als der junge Avantgardedichter zu allen Nuancen und metaphorischen Anspielungen seiner surrealistischen Dichtung befragt wurde. Ein Prozess, der teils Farce, teils intensive literarische Auseinandersetzung war und den es so noch nicht gegeben hatte. Kommissar Vogelesang, der die Anklage vertrat, beharrte darauf, dass Night Piece obszön sei: „Offensichtlich leuchtet jemand im Dunkeln mit einer Taschenlampe durch die Tore des Parks. Meiner Meinung nach ist er aus irgendeinem verwerflichen Grund dorthin gegangen ... Ich habe die Erfahrung gemacht, dass Leute, die nachts in Parks gehen, dort unmoralische Absichten verfolgen.“ Er fand auch das Wort „inzestuös“ in Perspective Lovesong unanständig und gab zu: „Ich weiß nicht, was ‚inzestuös‘ bedeutet.“
Max Harris wurde von der Staatsanwaltschaft einem ausführlichen Kreuzverhör unterzogen, bei dem er die Gedichte Zeile für Zeile, manchmal Wort für Wort erklären musste. Harris wurde gebeten, Ern Malleys Verweise auf Shakespeare und den Kontext, aus dem sie stammten, zu erklären. Doch so sehr der junge Harris auch für die Literatur und für Ern Malley plädierte, der Richter wollte davon nichts wissen. Max Harris habe „eine viel zu große Vorliebe für sexuelle Anspielungen“, hieß es, und er wurde statt zu sechs Wochen Gefängnis zu einer Geldstrafe von fünf Pfund verurteilt.
Die Presse stürzte sich auf die Geschichte, und Harris war plötzlich eine berühmte und verspottete Figur. Einige bespuckten ihn und sogar seine junge zukünftige Frau Yvonne. Der Skandal löste eine heftige Debatte über den Wert moderner Kunst und Literatur aus und beschädigte den Ruf von Angry Penguins und Harris erheblich. Trotzdem wurde die Episode später als wichtiger Moment in der australischen Kunstgeschichte angesehen, da sie den Konflikt zwischen konservativen und modernen Kräften in der australischen Kulturszene symbolisierte.

## Niedergang und Erbe
Nach dem Ern-Malley-Skandal und finanziellen Problemen wurde die Zeitschrift Angry Penguins 1946 eingestellt. Trotz ihrer kurzen Lebensdauer hatte sie einen nachhaltigen Einfluss auf die australische Kunst- und Literaturszene. Sie wird oft als Katalysator für den Modernismus in Australien betrachtet und gilt als wichtiger Bestandteil der australischen Kulturgeschichte.
Viele der mit der Zeitschrift verbundenen Künstler, insbesondere Sidney Nolan, erlangten internationalen Ruhm und Anerkennung. Nolan beispielsweise entwickelte seinen ikonischen Stil, der australische Motive und Mythen in moderne Kunst übertrug, während er Teil des Heide Circle war.

## Ausstellungen
- 1988: Angry Penguins und realistische Malerei in Melbourne in den 1940er Jahren: Hayward Gallery, London, 19. Mai bis 14. August 1988
- 2016: Making History – The Angry Penguins. Heide Museum of Modern Art, 16. April – 6. November 2016